# Duplicaria costellifera
Duplicaria costellifera é uma espécie de gastrópode do gênero Duplicaria, pertencente a família Terebridae.